# 脉冲时序依赖可塑性
脉冲时序依赖可塑性（STDP, Spike-timing-dependent_plasticity）是一种调整大脑中神经连结强度的生理过程。具体来说，是根据一个特定神经元的动作电位输入与输出的相对时间，去调整连接的强度。脉冲时序依赖可塑性（STDP）部分解释了神经系统中的活性依赖发育，具体来讲如长期增强作用和长期抑制作用。

## 过程
在脉冲时序依赖可塑性（STDP）中，如果神经元的某个输入信号总是发生在整个神经元输出信号前的瞬间，该输入信号会变得更强效。而如果某个输入信号总是发生在神经元输出信号后的瞬间，该输入信号则会变得更弱效，所以得名"脉冲时序依赖可塑性"。由此，有可能导致突触后神经元兴奋的输入信号在未来发挥的作用愈大，同时不能激发突触后脉冲的输入在之后的刺激中在未来发挥的作用愈小。该过程一直持续，直到除了原先连结中的一部分集合外，其余连结的影响作用降至0为止。而一个神经元产生输出脉冲是其许多的输入信号在同一时刻共同作用的结果，那么剩下连接的集合将总是在此时间段的。另外，由于发生在神经元激发前的脉冲其效用都增强了，那么最早能示出激发迹象的脉冲将成为该神经元最终的的输入。

## 历史
1973年，M. M. Taylor 提出如果突触前脉冲更经常地在突触后脉冲之前发生就会使突触的作用增强（赫布型学习），同时如果时序调转或者在脉冲缺失的情况下，突触作用就会减弱（反赫布型学习），结果即是对输入模式进行更高效的重编码。这个提议在当时的神经科学界没有引起注意，之后的实验的构想也是独立于原来的提议。
早期关于关联可塑性的实验由W. B. Levy和O. Steward在1983年进行的并且检验了突触前后脉冲毫秒级别的时间差对可塑性的影响。Bruce McNaughton对此领域也有贡献。
在Y. Dan和蒲慕明于1992年对神经肌肉突触的研究以及D. Debanne，B. Gähwiler和S. Thompson对海马体的研究 表明异步的突触后和突触活动导致长期抑制作用。然而，脉冲时序依赖可塑性（STDP）被更精细的呈现要等到1992年Henry Markram在Bert Sakmann的实验室做博士后的期间，论文更是等到了1998年才发表。C. Bell和同事也在小脑中发现了某种形式的STDP。Henry Markram使用了双膜片钳技术，重复在突触后神经元被激活前的10毫秒去激活突触前的神经元，发现突触的作用增强了；当激活的顺序调换，即突触前神经元在突触后神经元激活后10毫秒被激活，突触的连结作用便会减弱。进一步的研究由蒲慕明实验室的Guoqiang Bi，Li Zhang，和Huizhong Tao在1998年进行，继续了对突触前和后的影响力与时间进程关系的绘制，显示出预备突触在突触后脉冲出现的5-20毫秒前激活就会被增强，如果在相同的时间窗口但是在突触后脉冲出现后激活就会被减弱。此现象在不同场景下被多次观察到，推断的时间窗口略有不同。有一些试图解释此种时序依赖的可塑性的假说，比如，STDP可能提供了发育过程中赫布型学习的基础。或是如Taylor在1973年设想的那样：赫布型和反赫布型的学习规则组合起来可能可以实现对成束神经元的编码。来自Y. Dan实验室的成果促进了在in vivo系统对STDP的研究。

## 机制
突触后的N-甲基-D-天門冬胺酸受體对膜电位十分敏感。由于此受体对钙离子有很高的渗透性，以至于可以产生局部的化学信号。信号在当树突上反向传播的动作电位比突触被激活（即突触前脉冲）稍晚一点到达时达到峰值。大量的钙离子顺变电流已知会触发突触的长期增强作用。而对时序依赖抑制作用的机制则知之甚少，但普遍被认为与突触后的电压依赖钙离子的进入/即代谢型谷氨酸受体的激活，或是大麻素受體的退化和突触前的N-甲基-D-天門冬胺酸受體相关。

## 从赫布法则到STDP
根据赫布法则，如果某个突触一直参与一个突触后神经元的激发，此突触的功效就会提高。一个通俗的说法是“一起激发的神经元连在一起”（“those who fire together, wire together”），但如果两个神经元恰好在同一时刻激发，那么任何一个都不能导致或者参与另一个的激发。如果要参与突触后神经元的激发，突触前神经元需要在突触后神经元激发前激发。实验模拟了两个连结的神经元刺激时间的异步性，并验证了在赫布原则蕴含的时间顺序的重要性：化学突触中突触前的神经元要在突触后的神经元前激发才能使该突触的效力增强。另外，突触前的神经激发需要持续预测突触后的激发才能坚持使突触的可塑性发生，这在突触层面对应了事件偶发频率在古典制約中重要性，极低的频率将阻止两个连结的联系。

## 延伸阅读
- Rumsey CC, Abbott LF. . Journal of Neurophysiology. May 2004, 91 (5): 2273–80. PMID 14681332. doi:10.1152/jn.00900.2003.
- Debanne D, Gähwiler BH, Thompson SM. . Proceedings of the National Academy of Sciences of the United States of America. February 1994, 91 (3): 1148–52. Bibcode:1994PNAS...91.1148D. PMC 521471 . PMID 7905631. doi:10.1073/pnas.91.3.1148.
- Sjöström PJ, Turrigiano GG, Nelson SB. . Neuron. December 2001, 32 (6): 1149–64. PMID 11754844. doi:10.1016/S0896-6273(01)00542-6.
- Senn W, Markram H, Tsodyks M. . Neural Computation. January 2001, 13 (1): 35–67. PMID 11177427. doi:10.1162/089976601300014628.
- Roberts PD, Bell CC. . Biological Cybernetics. December 2002, 87 (5–6): 392–403. PMID 12461629. doi:10.1007/s00422-002-0361-y.
- Chechik G. . Neural Computation. July 2003, 15 (7): 1481–510. PMID 12816563. doi:10.1162/089976603321891774.
- Lisman J, Spruston N. . Nature Neuroscience. July 2005, 8 (7): 839–41. PMID 16136666. doi:10.1038/nn0705-839.
- Sjöström, Jesper; Wulfram Gerstner. . Scholarpedia. 2010, 5 (2): 1362. Bibcode:2010SchpJ...5.1362S. ISSN 1941-6016. doi:10.4249/scholarpedia.1362.
- Caporale, Natalia; Yang Dan. . Annual Review of Neuroscience. 2008, 31 (1): 25–46. ISSN 0147-006X. PMID 18275283. doi:10.1146/annurev.neuro.31.060407.125639.
- Oertner, Thomas G. . Frontiers in Computational Neuroscience. 2009, 3: 7. PMC 2692454 . PMID 19564894. doi:10.3389/neuro.10.007.2009.

## 外部連結
- Spike-timing dependent plasticity - Scholarpedia （页面存档备份，存于）